# Ip Man (film fra 2008)
 For alternative betydninger, se Ip Man. (Se også artikler, som begynder med Ip Man)
Ip Man er en biografisk kampsport film baseret på livet af Ip Man, en stormester for kampsporten Wing Chun og lærer af Bruce Lee. Filmen fokuserer på begivenheder i Ips liv, der tilsyneladende fandt sted i byen Foshan under den kinesisk-japanske krig. Filmen blev instrueret af Wilson Yip, og har Donnie Yen i hovedrollen som Ip Man.

## Medvirkende
- Donnie Yen som Ip Man (forenklet kinesisk: 叶问; traditionelt kinesisk: 葉問; pinyin: Yè Wèn)[1]
- Lynn Hung som Cheung Wing-sing (forenklet kinesisk: 张永成; traditionelt kinesisk: 張永成; pinyin: Zhāng Yǒngchéng)[1]
- Hiroyuki Ikeuchi som Miura (kinesisk: 三浦; pinyin: Sānpǔ)[1]
- Tenma Shibuya som Sato (kinesisk: 佐藤; pinyin: Zuoteng)
- Gordon Lam som Li Chiu (forenklet kinesisk: 李钊; traditionelt kinesisk: 李釗; pinyin: Lǐ Zhào)[1]
- Fan Siu-wong som Kam Shan-chu (kinesisk: 金山找; pinyin: Jīn Shānzhǎo)[1]
- Simon Yam som Chow Ching-chuen (kinesisk: 周清泉; pinyin: Zhōu Qīngquán)[1]
- Xing Yu som Master Lam (kinesisk: 武痴林; pinyin: Wǔchī Lín)[1]
- Wong You-nam som Yuan [1]
- Calvin Cheng som Chow Kong-yiu[1]
- Chen Zhihui som Master Liu (forenklet kinesisk: 廖师傅; traditionelt kinesisk: 廖師傅; pinyin: Liào Shīfù)[1]